# Cerro de Lobo
Cerro de Lobo är en ort i Mexiko.   Den ligger i kommunen San Andrés Nuxiño och delstaten Oaxaca, i den sydöstra delen av landet, 300 km sydost om huvudstaden Mexico City. Cerro de Lobo ligger 1 847 meter över havet och antalet invånare är 255.
Terrängen runt Cerro de Lobo är huvudsakligen lite kuperad. Cerro de Lobo ligger nere i en dal. Runt Cerro de Lobo är det glesbefolkat, med 17 invånare per kvadratkilometer. Närmaste större samhälle är San Mateo Sosola, 17,8 km norr om Cerro de Lobo. I omgivningarna runt Cerro de Lobo växer huvudsakligen savannskog.